# موريل بوزر
موريل اليزابيث بوزر (بالإنجليزية: Muriel Bowser)‏ (مواليد 1972)، هي سياسية أمريكية تتولى منصب عمدة واشنطن العاصمة الثامن (منذ 2015) . وهي عضو في الحزب الديمقراطي ، مثلت سابقًا الجناح الرابع من مقاطعة كولومبيا عضوًا في مجلس مقاطعة كولومبيا من 2007 إلى 2015. وهي ثاني امرأة عمدة لمقاطعة كولومبيا بعد شارون برات ، وأول امرأة يعاد انتخابها لهذا المنصب. وهي أيضًا ثاني امرأة أمريكية سمراء من أصل أفريقي تشغل منصب عمدة بعد شارون برات كيلي.
انتخبت باوزر لعضوية لجنة الجوار الاستشارية في عام 2004 ، وعضوًا في المجلس في انتخابات خاصة في عام 2007 ، خلفًا لأدريان فينتي ، الذي انتخب عمدة. أعيد انتخابها في عامي 2008 و 2012 وترشحت لمنصب رئيس البلدية في انتخابات 2014. هزمت رئيس البلدية الحالي فينسينت سي جراي في الانتخابات التمهيدية للحزب الديمقراطي وفازت في الانتخابات العامة ضد ثلاثة مرشحين من الحزب المستقل واثنين من الأحزاب الصغيرة بنسبة 55 ٪ من الأصوات. في عام 2018 ، فازت بولاية ثانية بنسبة 76٪ من الأصوات.

## حياتها
هي أصغر أبناء الستة لـ جو وجوان بوزر. هي من مواليد 2 أغسطس 1972 في مدينة واشنطن ، تخرجت باوزر من كلية تشاتام في بيتسبرغ، بنسلفانيا، وحصلت على درجة البكالوريوس في التاريخ، وتخرجت من كلية الشؤون العامة بالجامعة الأمريكية بدرجة الماجستير في العلوم السياسية.

## وصلات خارجية
- الموقع الرسمي